# Ricky Simón
Ricky Simón (Vancouver, 31 de agosto de 1992) é um lutador profissional de artes marciais mistas americano, que atualmente compete pelo UFC na categoria dos galos.

## Início
Simon nasceu em Vancouver, Washington. Vindo de uma família muito fechada, ele e seus três irmãos, Carlos Simón, Brandon Simón e Avi Simón tem a mesma tatuagem: “Simón” escrito em suas costas. Ricky Simon cresceu com seu primo e também lutador do UFC Vince Morales. Simon começou a treinar wrestling aos 9 anos de idade. Ele se formou no ensino médio em 2010, e após ter seu plano de ser um wrestler universitário frustrado, decidiu fazer a transição para o MMA.

## Carreira no MMA

### Começo
Simon tinha um cartel amador de 3-0 antes de se tornar professional em 2014. Após acumular um cartel profissional de 12-1, lutando em organizações como King of the Cage, Titan Fighting Championship e sendo o campeão peso galo inaugural do Legacy Fighting Alliance, Simon foi contratado pelo UFC.

### Ultimate Fighting Championship
Em sua estreia no UFC, Simon enfrentou Merab Dvalishvili em 21 de Abril de 2018 no UFC Fight Night: Barboza vs. Lee em Atlantic City, New Jersey. No último round, Simon passou para a montada e prendeu Dvalshvili com uma guillhotina, enquanto Dvalishvili tentava aguentar até o final do round. O Árbitro, Liam Kerriga, interrompeu a luta e declarou Simon vencedor por finalização, alegando que Dvalishvili havia desmaiado e voltado à luta em seguida. O empresário de Dvalishvilli, Matthew Culley, entregou um pedido para a comissão rever a decisão do árbitro mas o pedido foi negado. A luta foi premiada com o bônus de “Luta da Noite”.
Simon enfrentou Montel Jackson no UFC 227: Dillashaw vs. Garbrandt II em 4 de agosto de 2018. Ele venceu por decisão unânime.
Simon enfrentou Rani Yahya em 9 de fevereiro de 2019 no  UFC 234: Adesanya vs. Silva. Ele venceu por decisão unânime.
Simon enfrentou Urijah Faber em 13 de julho de  2019 no UFC Fight Night: de Randamie vs. Ladd. Ele perdeu por nocaute técnico no primeiro round.
Simon enfrentou Rob Font no UFC on ESPN: Overeem vs. Harris em 7 de dezembro de 2019. Ele perdeu por decisão unânime. A luta foi premiada com o bônus de “Luta da Noite”.
Na sua primeira de quatro lutas em seu novo contrato, Simon enfrentou Ray Borg em 13 de maio de 2020 UFC Fight Night: Smith vs. Teixeira. Ele venceu por decisão dividida.

## Cartel no MMA
| Cartel no MMA   |             |            |
| 22 lutas        | 19 vitórias | 3 derrotas |
| Por nocaute     | 6           | 1          |
| Por finalização | 3           | 1          |
| Por decisão     | 10          | 1          |

| Res.    | Cartel | Oponente            | Método                           | Evento                                | Data       | Round | Tempo | Local                     | Notas                                     |
| ------- | ------ | ------------------- | -------------------------------- | ------------------------------------- | ---------- | ----- | ----- | ------------------------- | ----------------------------------------- |
| Derrota | 20-4   | Song Yadong         | Nocaute Técnico (socos)          | UFC Fight Night: Song vs. Simón       | 29/04/2023 | 5     | 1:10  | Las Vegas, Nevada         |                                           |
| Vitória | 20-3   | Jack Shore          | Finalização (triângulo de braço) | UFC on ABC: Ortega vs. Rodriguez      | 16/07/2022 | 2     | 3:28  | Elmont, Nova Iorque       | Performance da Noite.                     |
| Vitória | 19-3   | Raphael Assunção    | Nocaute (soco)                   | UFC Fight Night: Lewis vs. Daukaus    | 18/12/2021 | 2     | 2:14  | Las Vegas, Nevada         |                                           |
| Vitória | 18-3   | Brian Kelleher      | Decisão (unânime)                | UFC 258: Usman vs. Burns              | 13/02/2021 | 3     | 5:00  | Las Vegas, Nevada         |                                           |
| Vitória | 17-3   | Gaetano Pirello     | Finalização (triângulo de braço) | UFC on ESPN: Chiesa vs. Magny         | 20/01/2021 | 2     | 4:00  | Abu Dhabi                 |                                           |
| Vitória | 16-3   | Ray Borg            | Decisão (dividida)               | UFC Fight Night: Smith vs. Teixeira   | 13/05/2020 | 3     | 5:00  | Jacksonville, Florida     |                                           |
| Derrota | 15-3   | Rob Font            | Decisão (unânime)                | UFC on ESPN: Overeem vs. Rozenstruik  | 07/12/2019 | 3     | 5:00  | Washington, D.C.          | Luta da Noite.                            |
| Derrota | 15-2   | Urijah Faber        | Nocaute Técnico (socos)          | UFC Fight Night: de Randamie vs. Ladd | 13/07/2019 | 1     | 0:46  | Sacramento, California    |                                           |
| Vitória | 15-1   | Rani Yahya          | Decisão (unânime)                | UFC 234: Adesanya vs. Silva           | 09/02/2019 | 3     | 5:00  | Melbourne                 |                                           |
| Vitória | 14-1   | Montel Jackson      | Decisão (unânime)                | UFC 227: Dillashaw vs. Garbrandt 2    | 04/08/2018 | 3     | 5:00  | Los Angeles, California   |                                           |
| Vitória | 13-1   | Merab Dvalishvili   | Finalização (guilhotina)         | UFC Fight Night: Barboza vs. Lee      | 21/04/2018 | 3     | 5:00  | Atlantic City, New Jersey | Estreia no UFC; Luta da Noite.            |
| Vitória | 12-1   | Vinicius Zani       | Nocaute (socos)                  | LFA 36: Simon vs. Zani                | 23/03/2018 | 1     | 0:59  | Cabazon, California       | Defendeu o cinturão peso galo do LFA.     |
| Vitória | 11-1   | Chico Camus         | Decisão (unânime)                | LFA 29: Camus vs. Simon               | 15/12/2017 | 5     | 5:00  | Prior Lake, Minnesota     | Ganhou o cinturão peso galo vago do LFA.. |
| Vitória | 10-1   | Donavon Frelow      | Decisão (dividida)               | Dana White's Contender Series 5       | 08/08/2017 | 3     | 5:00  | Las Vegas, Nevada         | Volta aos galos.                          |
| Vitória | 9-1    | Charon Spain        | Finalização (triângulo de mão)   | KOTC: Headstrong                      | 27/05/2017 | 1     | 1:59  | Lincoln City, Oregon      |                                           |
| Vitória | 8-1    | Eduardo Torres      | Decisão (unânime)                | KOTC: Heavy Trauma                    | 04/02/2017 | 3     | 5:00  | Lincoln City, Oregon      | Volta aos Penas.                          |
| Derrota | 7-1    | Anderson dos Santos | Finalização (mata leão)          | Titan FC 37                           | 04/03/2016 | 2     | 2:38  | Ridgefield, Washington    | Pelo Cinturão Peso Galo Vago do Titan FC. |
| Vitória | 7-0    | Alex Soto           | Decisão (unânime)                | Titan FC 35                           | 19/09/2015 | 3     | 5:00  | Ridgefield, Washington    |                                           |
| Vitória | 6-0    | Jeremiah Labiano    | Decisão (dividida)               | TPF 24                                | 06/08/2015 | 3     | 5:00  | Lemoore, California       |                                           |
| Vitória | 5-0    | Paul Njoku          | Decisão (unânime)                | KOTC: Warrior's Spirit                | 21/03/2015 | 3     | 5:00  | Lincoln City, Oregon      | Estreia nos Galos.                        |
| Vitória | 4-0    | Cole Milani         | Nocaute Técnico (socos)          | FCFF: Rumble at the Roseland 80       | 19/11/2014 | 1     | 0:55  | Portland, Oregon          | Luta nos Leves.                           |
| Vitória | 3-0    | John Martinez       | Nocaute Técnico (socos)          | Main Event MMA 3                      | 16/08/2014 | 1     | 3:41  | Longview, Washington      | Luta nos Penas.                           |
| Vitória | 2-0    | Kendall Ward        | Nocaute (socos)                  | Main Event MMA 2                      | 19/04/2014 | 1     | 0:49  | Vancouver, Washington     |                                           |
| Vitória | 1-0    | Alex Eastman        | Nocaute (socos)                  | Main Event MMA 1                      | 18/01/2014 | 1     | 1:34  | Vancouver, Washington     |                                           |